# Albany (Indiana)
Albany es un pueblo ubicado en el condado de Delaware en el estado estadounidense de Indiana. En el Censo de 2010 tenía una población de 2165 habitantes y una densidad poblacional de 475,22 personas por km².

## Geografía
Albany se encuentra ubicado en las coordenadas 40°18′22″N 85°13′56″O / 40.30611, -85.23222. Según la Oficina del Censo de los Estados Unidos, Albany tiene una superficie total de 4.56 km², de la cual 4.54 km² corresponden a tierra firme y (0.4%) 0.02 km² es agua.

## Demografía
Según el censo de 2010, había 2165 personas residiendo en Albany. La densidad de población era de 475,22 hab./km². De los 2165 habitantes, Albany estaba compuesto por el 97.23% blancos, el 0.6% eran afroamericanos, el 0.05% eran amerindios, el 0.23% eran asiáticos, el 0% eran isleños del Pacífico, el 0.28% eran de otras razas y el 1.62% pertenecían a dos o más razas. Del total de la población el 1.11% eran hispanos o latinos de cualquier raza.